# Udhani
Udhani fou un estat tributari protegit, una thikana feudatària d'Idar, regida per una nissaga rajput rathor del clan Kumpawat de la branca Mandanot. L'estat fou concedit a thakur Amar Singh, cinquè fill de Thakur Padam Singh de Bagoria a Marwar, fill de Thakur Jait Singh de Badlu.

## Llista dethakurs
- Amar Singh després de 1700
- Dhirat Singh (fill, confirmat el 1752 per Maharaja Shiv Singh d'Idar)
- Nahar Singh (fill)
- Arjun Singh (fill)
- Umed Singh ?-1886 (fill)
- Dalpat Singh 1886-1913 (germà)
- Kuber Singh 1913-1916 (nebot i fill adoptiu)
- Amar Singh 1916-1953?